# Selo pri Vodicah
Selo pri Vodicah este o localitate din comuna Vodice, Slovenia, cu o populație de 220 de locuitori.